# Bolso

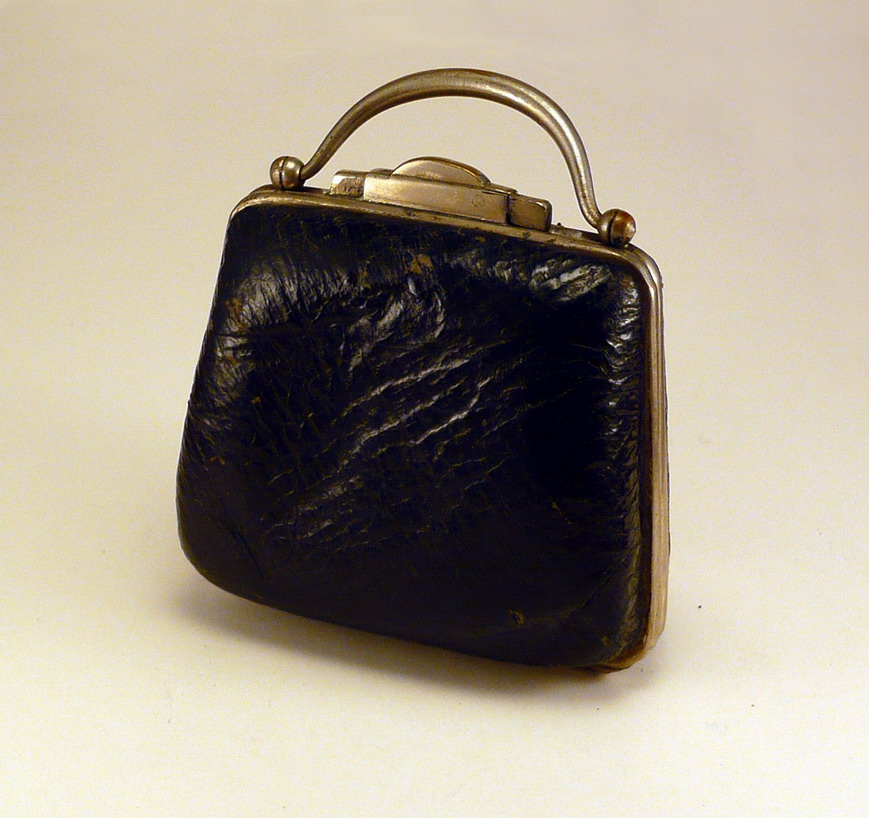
Bolso de broche francés del

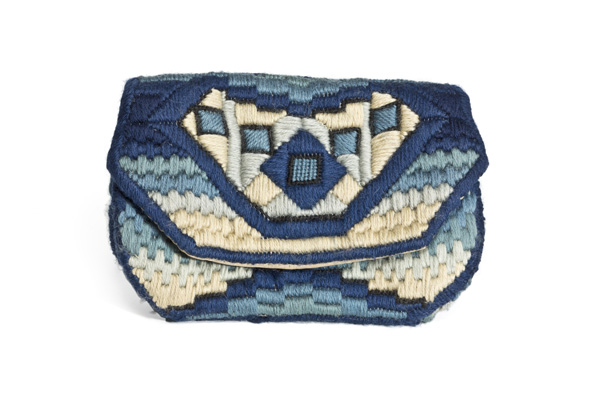
Bolso tipo cartera en bordado de lana marfil y azul, en varios tonos, formando decoración geométrica tipo art decò

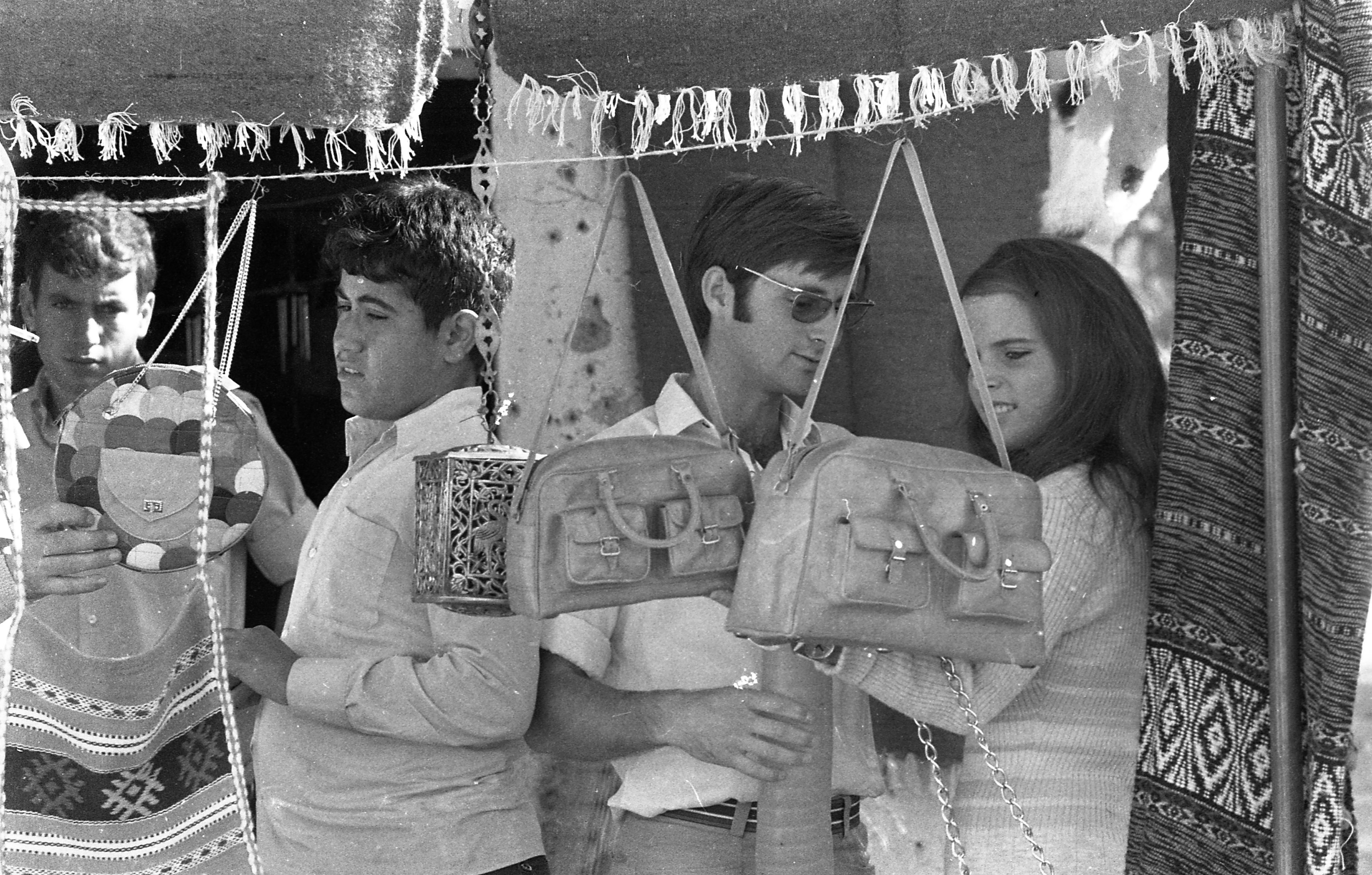
Venta de bolsos artesanales, Israel 1969

Bolso, bolsa o bolsa de mano es un recipiente útil para transportar un número reducido de objetos de uso frecuente. Puede tener diferentes formas y tamaños, y estar fabricado de materiales diversos.

## Etimología y usos
En lengua rumana, la voz bolso deriva de la palabra bolsa que, a su vez, procede del latín bursa y éste del griego βυρσα byrsa.
En Argentina el sustantivo «bolso» designa una bolsa de grandes dimensiones usada como maleta (similar a lo que en España, bolsa de viaje). Por su parte, en España la palabra bolso se utiliza para referirse a la bolsa de mano con dos asas que usan las mujeres (en Argentina, Chile y Venezuela, cartera). En Perú, bolso hace referencia a la «bocaca con popolsa» de mano, hecha de tela y alargada hacia el fondo con asas largas o medianas, con temas libres y de colores vivos; mientras que «cartera» es la bolsa de mano alargada hacia los costados, hecha de cuero y con asas medianas o cortas, de tonos oscuros como negro o marrón, utilizada por las profesionales en el trabajo. Por su parte, en Venezuela la palabra bolso hace referencia a un tipo de equipaje ya sea para viajar (aunque menor que una maleta) o simplemente a la mochila, usada como equipaje escolar o para excursiones o senderismo.

## Historia

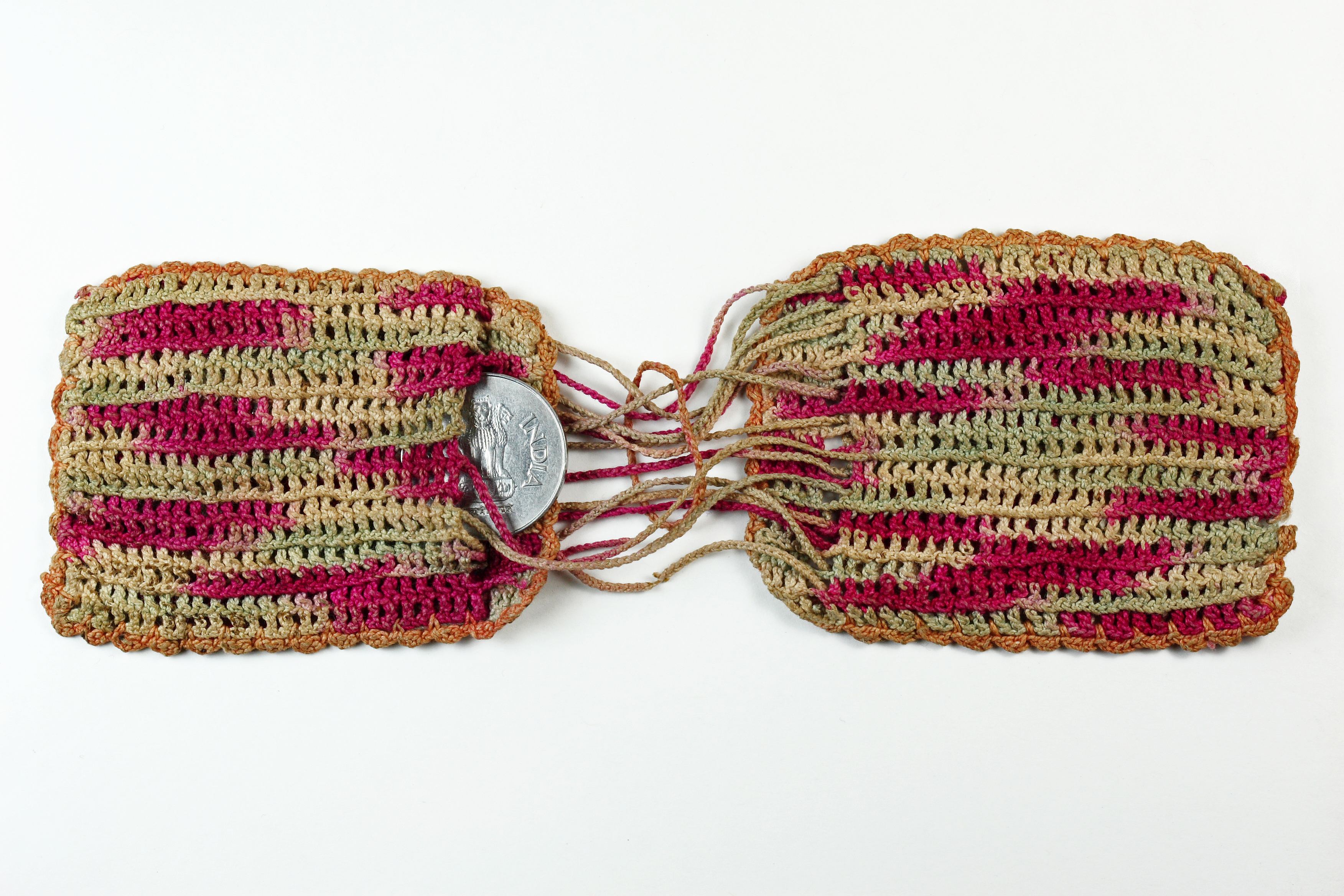
Antiguo bolso indio de mujer

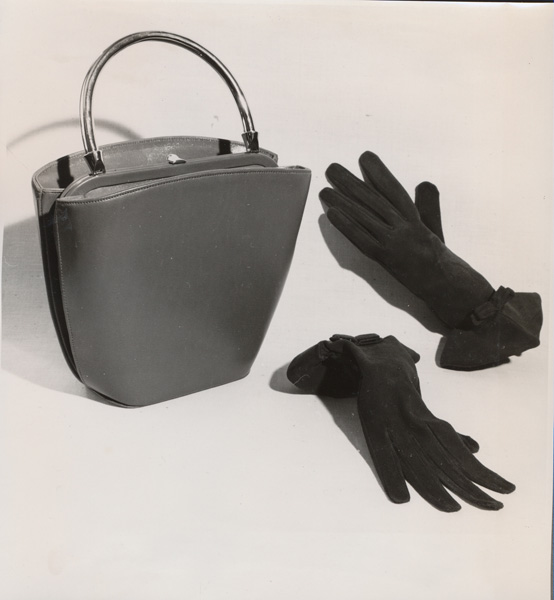
Bolso de la colección primavera-verano de 1954 de Pedro Rodríguez

Se desconoce con exactitud desde cuando existen los bolsos ya que no se han conservado referencias históricas que reflejen con veracidad la fecha de su creación. Sin embargo, se puede afirmar que ya en la prehistoria se usaban instrumentos similares. Todo ello se deduce de algunas pinturas rupestres halladas en las que se aprecia dibujos de figuras femeninas portando objetos parecidos a bolsas. Según se cree, es posible que el hombre nómada hubiese desarrollado el bolso para poder transportar el alimento que cazaba o recolectaba durante sus desplazamientos; usando para ello la piel de los animales que consumía. Desde entonces, el bolso se convirtió en un elemento importante para la vida cotidiana por su gran utilidad.
Las alforja (maleta)s están íntimamente relacionadas con los bolsos ya que aquellas son las antecesoras de estas. Las alforjas se diferencian en que eran unos sacos de tela cortos y anchos y con forma cuadrada usados para transportar cerámica, alimentos y objetos pesados.

## Tipos de bolsos
Existen una gran variedad de tipos de bolso:

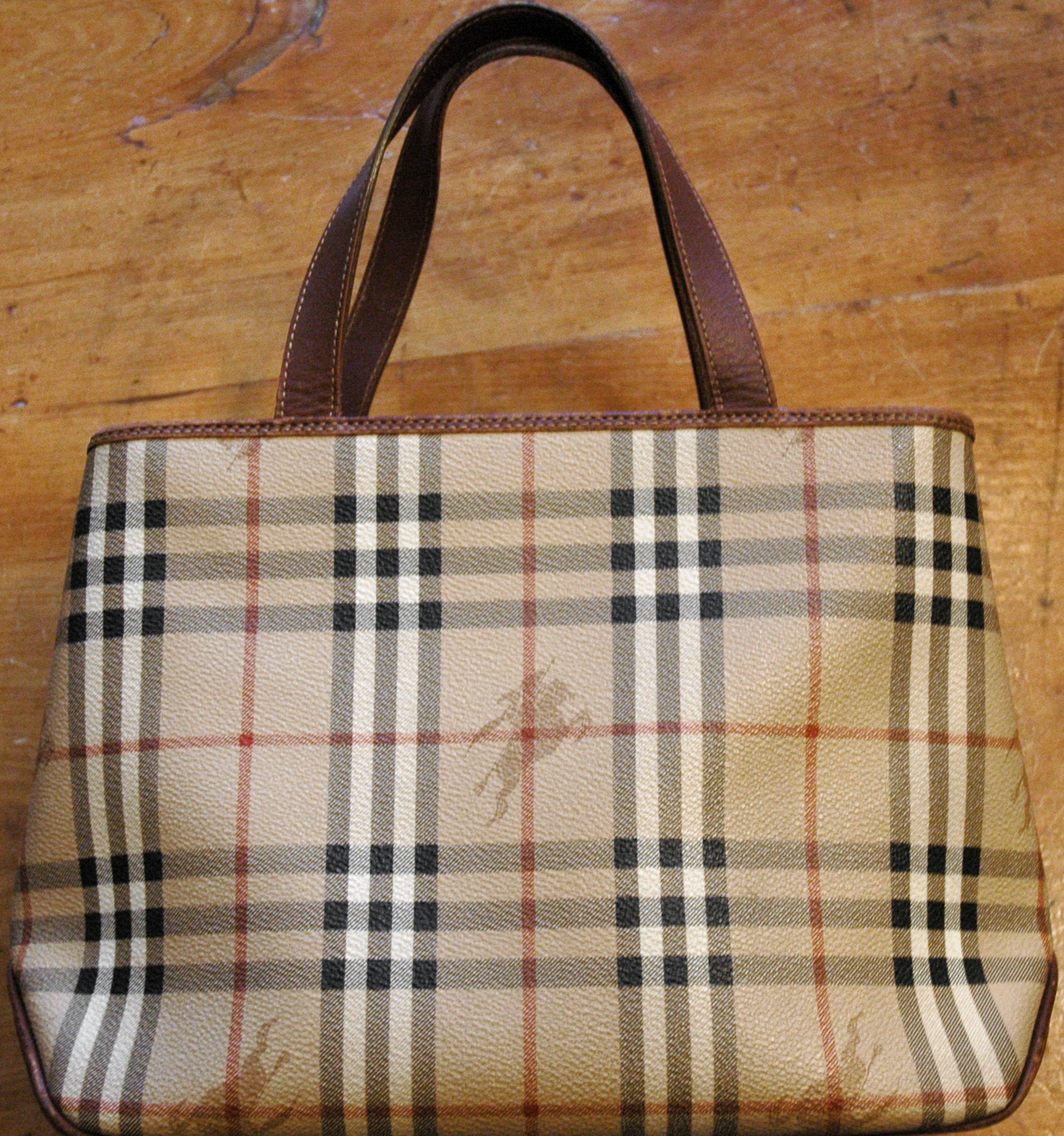
Bolso Burberry.

- Baguette: bolso pequeño y estrecho, de asa corta, forma rectangular y cierre con automático. Es utilizado debajo del hombro. Su nombre deriva de la similitud con la barra de pan francés (baguette). Diseñado por la italiana Silvia Venturini Fendi en 1997, el bolso cuenta con más de 700 versiones diferentes en la que se han modificado los materiales y los tejidos, pero respetando su patrón original.[2][3]
- Bolso en bandolera (uso impropio): bolso que incluye una tira de tela (u otro material) de un extremo a otro y que se lleva colgada del cuerpo de forma transversal, pasando la cinta pecho y espalda desde un hombro hasta la cadera contraria.
- Bolso de mano: es el más frecuente. Refiere al que tiene asas y se usa de forma habitual para llevar objetos de uso frecuente.
- Bolso de viaje, bolsa de viaje o bolso: bolso de gran tamaño usado para viajar. Sirve para transportar camisas, pantalones, zapatos, etc.
- Carriel: bolsa de cuero masculino en la región paisa colombiana desde los tiempos de la colonización.
- Cartera TCS (España): hecha en cuero o tela, se usa por los colegiales para transportar libros y similares.
- Clutch, bolso de mano, cartera de mano, minibolso o bolso joya:[4] bolso o cartera de pequeño tamaño pensado para llevar en la mano.
- Monedero: bolso de dimensiones reducidas cuyo propósito es el de guardar monedas.
- Petate: bolsa alta y con forma redonda usada para transportar enseres personales. Usado normalmente por los militares.
- Riñonera: pequeña bolsa rectangular con dos tiras de tela en cada extremo que se sujetan alrededor de la cintura, quedando localizada en la zona lumbar (a la altura de los riñones). En origen, era utilizada por los ciclistas.
- Saddle: bolso inspirado en los utilizados para colgar en las sillas de montar a caballo. Diseñado por John Galliano para la casa Dior.
- Vade o portafolios: bolsa diseñada para el transporte de folios y documentos normalmente realizada en cuero. Es similar a una carpeta.
- Deportivos: bolsos indicados para realizar deporte, su utilidad es para transportar de una forma cómoda todos los accesorios deportivos, mudas de ropa entre otros. Se caracterizan por disponer de una asa y de unas correas ajustables para llevarlo cómodamente al hombro o de la mano. Es común en los bolsos de deporte disponer de compartimentos aislados y transpirables para llevar ropa mojada.